# Дьяченко, Михаил Петрович
Михаил Петрович Дьяченко (9 мая 1909 — 24 апреля 1982) — старшина пулеметной роты мотострелкового батальона (14-я гвардейская механизированная бригада, 4-й гвардейский механизированный корпус, 2-й Украинский фронт), гвардии старшина — на момент представления к награждению орденом Славы 1-й степени.

## Биография
Родился 9 мая 1909 года в селе Кировка Беловодского района Луганской области. В 1929 году поступил конюхом на Государственный конный завод.
В 1932 году был призван в Красную Армию. После окончания срока действительной службы три года отслужил на сверхсрочной.
В 1939 году был вновь призван в армию и направлен в дорожно-строительный полк. На фронте в Великую Отечественную войну с сентября 1941 года.
Приказом от 31 октября 1944 года гвардии сержант Дьяченко Михаил Петрович награждён орденом Славы 3-й степени. Приказом от 9 апреля 1945 года гвардии сержанта Дьяченко Михаил Петрович награждён орденом Славы 2-й степени.
Указом Президиума Верховного Совета СССР от 15 мая 1946 года за мужество, отвагу и героизм гвардии старшина Дьяченко Михаил Петрович награждён орденом Славы 1-й степени. Стал полным кавалером ордена Славы.
После демобилизации в 1945 году вернулся на родину. Скончался 24 апреля 1982 года.